# 罗梭江
罗梭江又名补远江、南班河，位于中华人民共和国云南省南部一条河流，是澜沧江在西双版纳州内最大的支流。上游称作勐先河，发源于普洱市宁洱哈尼族彝族自治县磨黑镇曼见村春木箐东北红毛树垭口以西，蜿蜒向南流，右纳狗马河后转东南流，成为宁洱县、江城哈尼族彝族自治县与普洱市思茅区、西双版纳州景洪市之间的界河，此段也称曼老江。至江城县整董镇曼滩村曼汤河口左纳曼汤河后折向西南流，左纳布老河后进入西双版纳州，成为景洪市与勐腊县之间的界河，之后干流又称小黑江。干流至景洪市基诺山基诺族乡茄玛村毛娥新寨右纳南线河后复折向东南，蜿蜒穿行于景洪市与勐腊县之间，最后于勐腊县关累镇阿皮露崩各角（山）西麓注入澜沧江。河长297.8千米，流域面积7678.9平方千米，落差1356米，河道平均比降2.2‰。
干流在西双版纳州境内有小黑江、补远江、罗梭江、南班河等多个称谓，2018年州民政局公告统称为“罗梭江”。

## 资料来源
1. 1 2  《中国河湖大典》编纂委员会 (编).  第一版. 北京: 中国水利水电出版社. 2014: 43. ISBN 978-7-5170-2699-0.
2. ↑  . www.kepu.net.cn. 中国科普博览.   [2017-10-17]. （原始内容存档于2017-10-18）.
3. ↑  西双版纳州民政局. . 西双版纳傣族自治州人民政府. 2018-04-23  [2025-01-04].